# Корзюк, Анатолий Тимофеевич
Анатолий Тимофеевич Корзюк — советский хозяйственный деятель, полный кавалер ордена Трудовой Славы.

## Биография
Родился в 1936 году в Одесской области Украинской ССР. Член КПСС.
В 1957—1991 — портовый рабочий, докер-механизатор, бригадир комплексной бригады докеров-механизаторов Ильичёвского морского торгового порта Министерства морского флота СССР.
Указами Президиума Верховного Совета СССР от 13 мая 1977 года и 1 июля 1982 года соответственно за досрочное выполнение социалистических обязательств награждён орденами Трудовой Славы III и II степеней.
Указом Президента СССР от 14 июня 1991 года награждён орденом Трудовой Славы I степени, став полным кавалером ордена Трудовой Славы.
Делегат XIX конференции КПСС.
Умер в 2001 году в Ильичевске.

## Награды
- Орден Ленина (21.12.1973)
- Орден Трудового Красного Знамени (04.05.1971)